# 豪快野球坊ベスボル
『豪快野球坊ベスボル』（ごうかいやきゅうぼうベスボル）は、毛内浩靖による日本の漫画作品。『別冊コロコロコミック』（小学館）にて、2003年4月号から2007年4月号まで連載された。単行本は全5巻。2023年2月から電子書籍版配信が始まった。
同作者による前作『カンニンGOOD』の終了から4ヵ月後に連載を開始した野球漫画。作者の過去の読切作品に『ベスボルくん』があるが、本作との関連は不明。

## あらすじ
野球で全てが決まる世界。
主人公ベスボルは父の命を奪ったビーンボールを倒す為、彼がいると言われる背番号100に到達した一流のバトラー(野球選手)のみが集まる「ベースボール王国」に向かう為に日夜野球にあけくれているのだった！

## 本作のシステム
本作の野球勝負は基本的にピッチャーとバッターの1vs1で、攻守の両方行う。背番号はポイント制であり、勝てば相手の背番号を自由に奪うことが出来る(通常全て奪うが、ベスボルはいくらか相手に残す事もある)。また、背番号を金銭の代わりに消費できるが、商売などで得た金銭を背番号に替えることはできない。
野球バトルに負け、背番号が0になりバトルカードを没収された場合、地獄の負け組養成所「ダメの穴」で1年間特訓して再びバトラー資格を取得しなければならない。

## 登場人物
ベスボル
主人公。一人称は「オレ」。普段は楽観的なお調子者だが野球には真剣。普段被っている野球帽を取ると「バケ変」し、必殺の魔球を投げられる(ただし使用すると背番号を10失う)。作品中盤にて新魔球「あちちボール」を生み出した(爪が割れるので投げられるのは1試合に1球のみ。一度だけ左手でも投げた事がある)。大食いで浪費癖があるため、背番号を奪ってもすぐに食べ物を買って背番号を「1」まで減らしてしまう。
ルーボ
ベスボルの相棒。野球のヘルメットを被ったネズミ。
ピンホール
ベスボルのライバル。当初は勝負のためなら卑怯な手を厭わない考えを父から受け継いでいたが、ベスボルとの戦いを通じて改心した。
ビーンボール
ピンホールの父親。頭部への死球でベスボルの父を殺した。

## 書籍
- 毛内浩靖 『豪快野球坊ベスボル』 小学館 〈小学館コロコロコミックス〉、全5巻
  1. 2004年3月27日発売 ISBN 409143181X
  2. 2004年12月24日発売 ISBN 4091431828
  3. 2005年11月28日発売 ISBN 4091431836
  4. 2006年11月28日発売 ISBN 409140247X
  5. 2007年6月28日発売 ISBN 9784091403445